# Pavol Országh Hviezdoslav

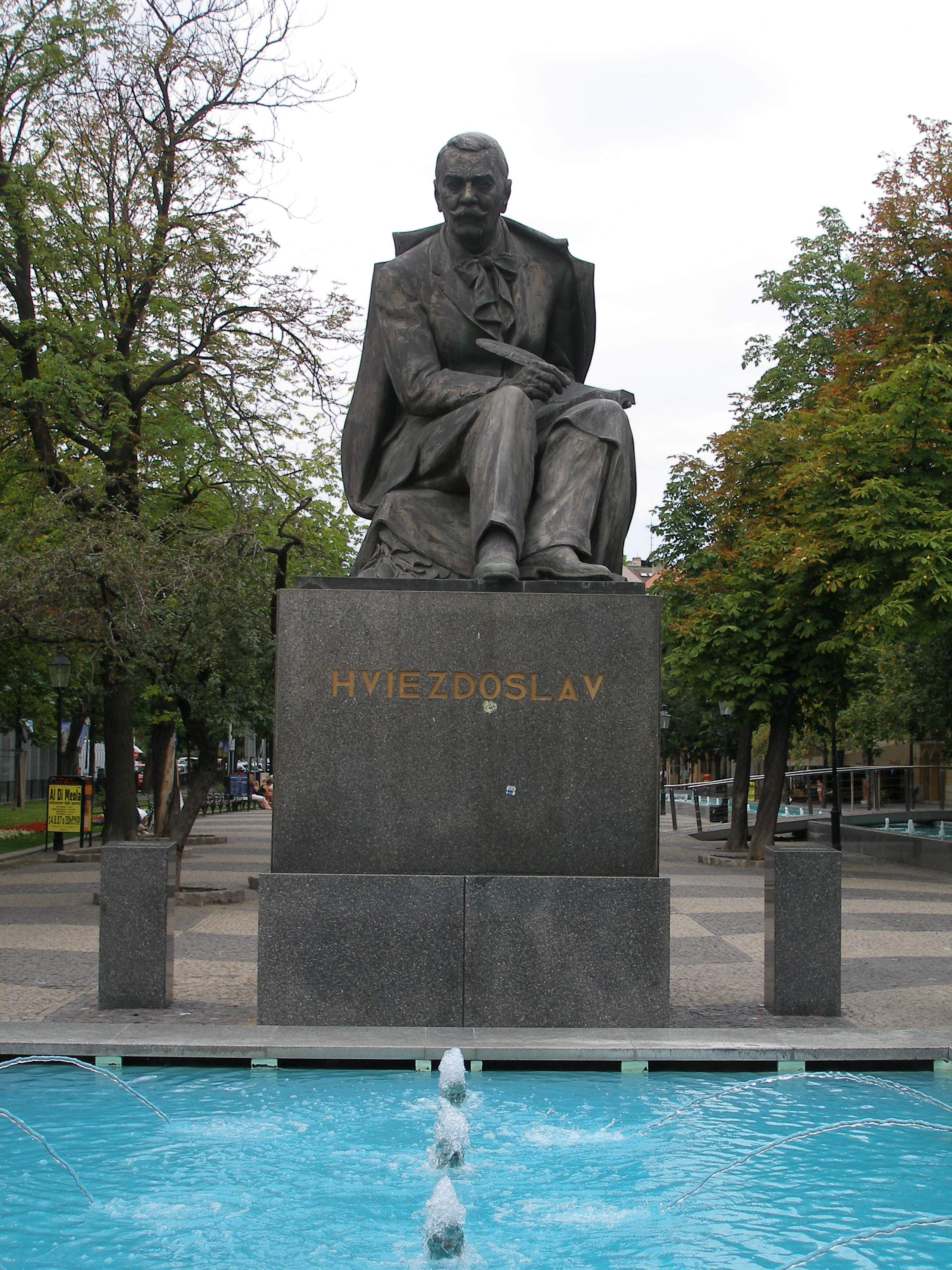
La plaza de Hviezdoslav en Bratislava

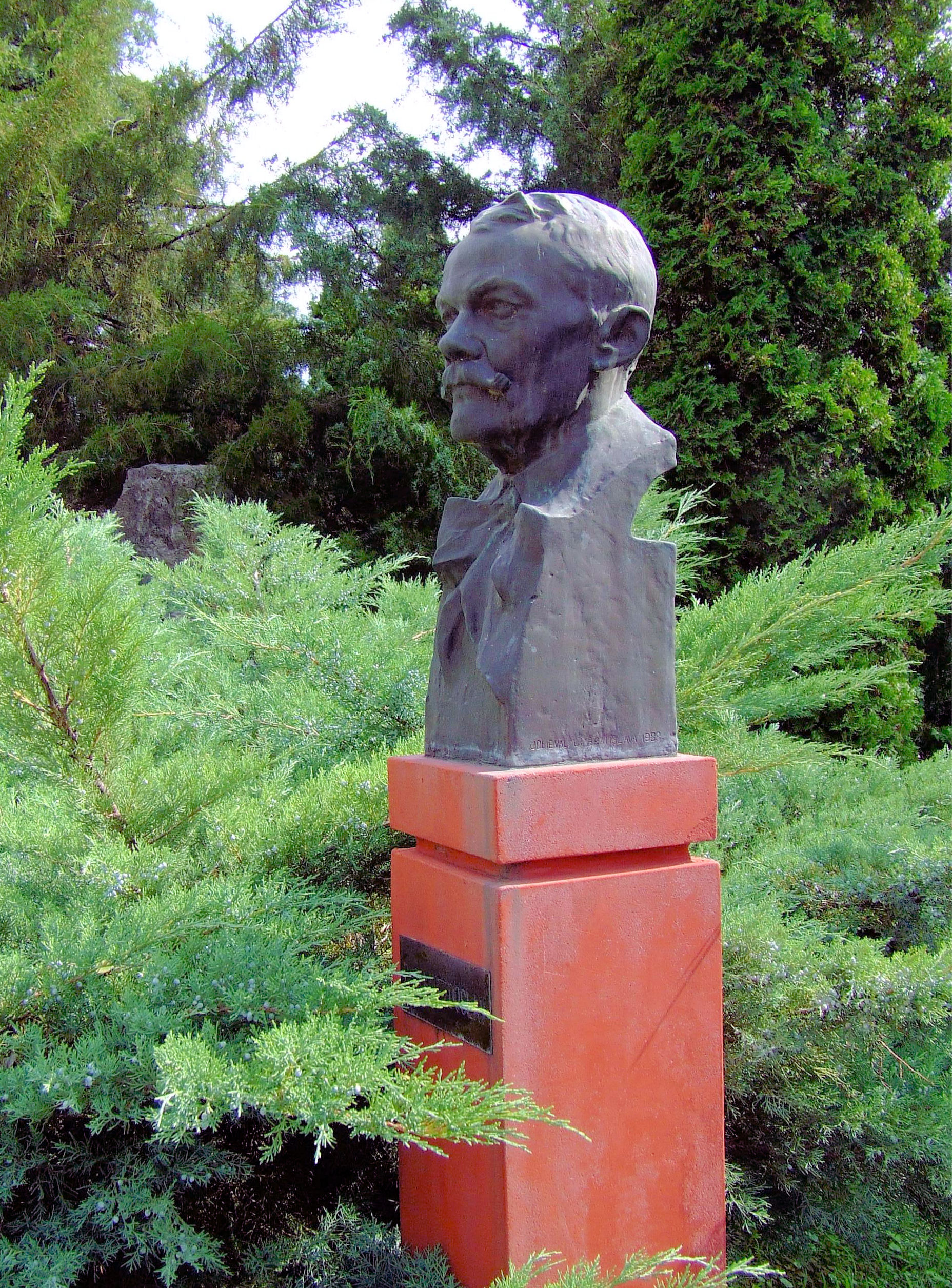
Busto de Hviezdoslav en la ciudad húngara de Kiskőrös

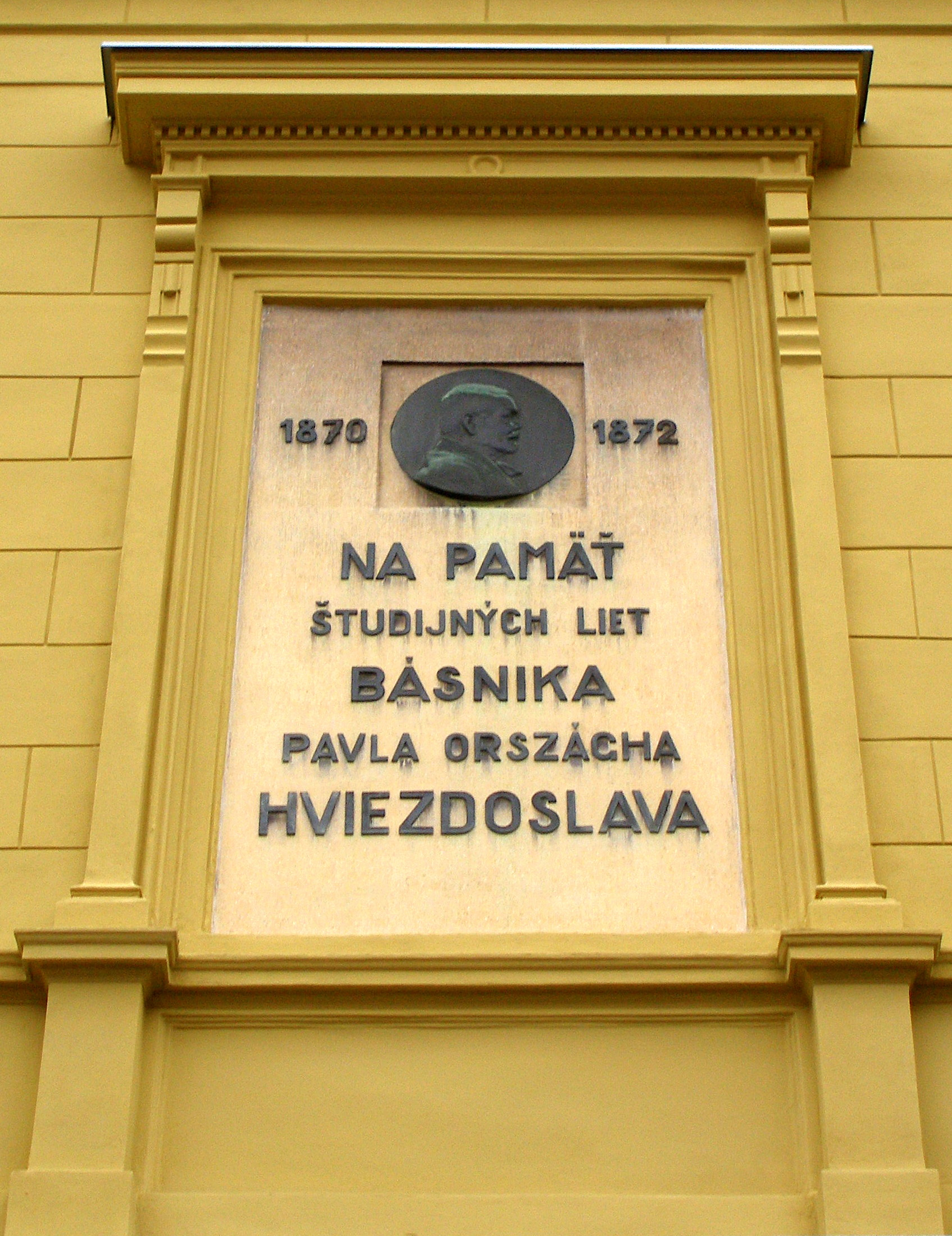
La placa conmemorativa en Prešov

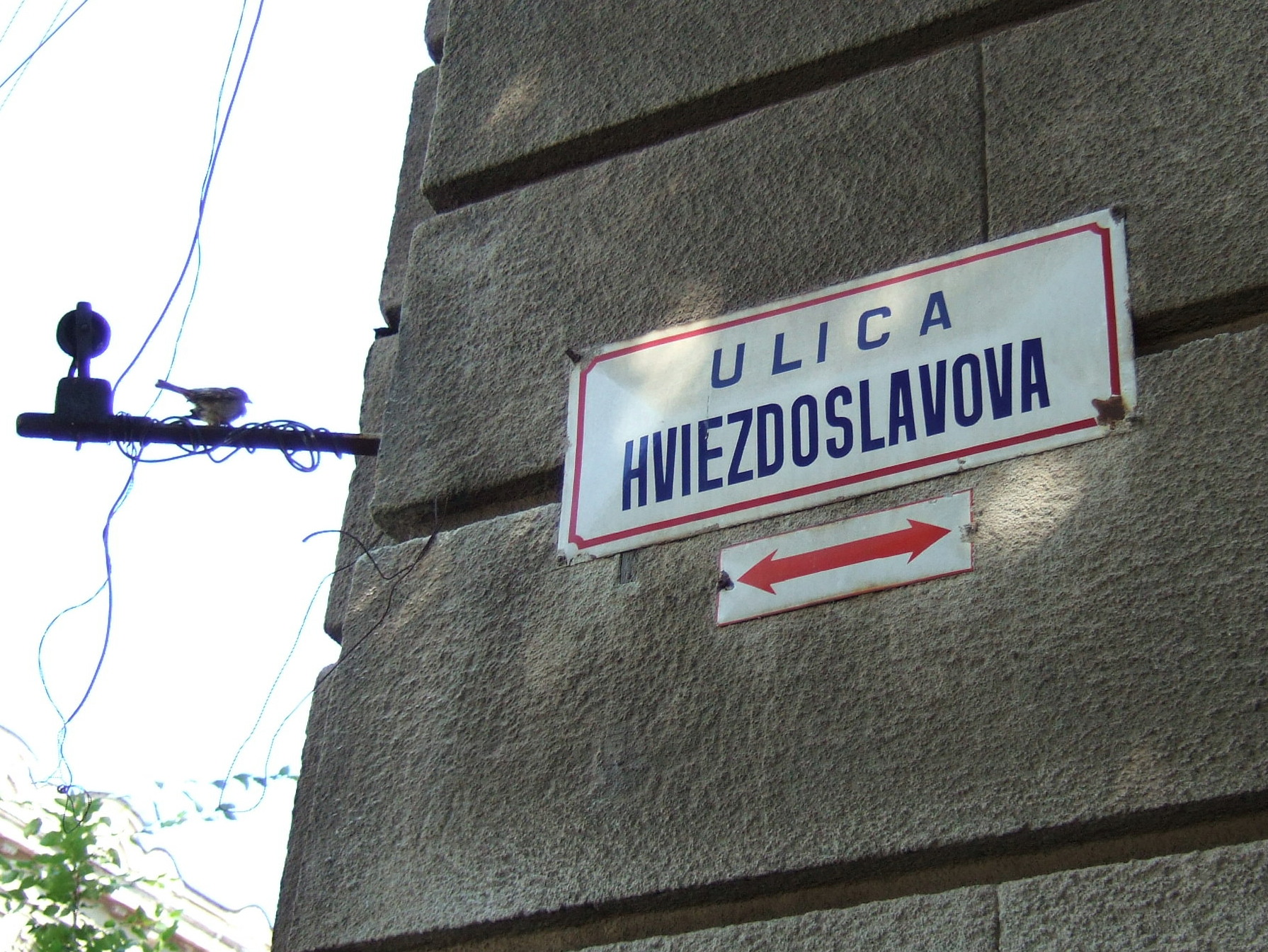
La calle de Hviezdoslav

PhDr.h.c. Pavol Országh Hviezdoslav (su nombre propio es Pavol Országh; seudónimo: Hviezdoslav, Jozef Zbranský, Hijo del pueblo; marcas: O.P.O.) (*2 de febrero de 1849, Vyšný Kubín– † 8 de noviembre de 1921, Dolný Kubín) fue un poeta eslovaco, dramaturgo, escritor, traductor, abogado, fue también miembro de la Asamblea Nacional Revolucionaria ČSR (1918) y presidente honorario de Matica slovenská 1919). 
Hviezdoslav es uno de los líderes de la literatura eslovaca y de la cultura eslovaca al fin del siglo XIX y el comienzo del siglo XX y parece a apariciones más importantes de toda la literatura eslovaca. 
El asteroide (3980) Hviezdoslav fue nombrado en su honor.

## La biografía

### Primeros años
Nació en la región de Orava en el pueblo de Vyšný Kubín como tercer hijo de una familia de la baja nobleza pobre del curtidor y agricultor Mikuláš Országh-Vyšňanovie (1816 – 1888), y Terezia, de soltera Medzihradská (1819-1887). Tenía un hermano y una hermana.
Cursó la educación primaria en su región natal, Orava - yendo a escuelas populares en los años 1854 - 1859 en su lugar de nacimiento y en los pueblos vecinos Jasenová y Leštiny (1860). De estudiante sacó muy buenas notas. Por su otro, generalmente desarrollo nacional tuvo la importancia grande el profesor de Leštiny Adolf Medzihradský que también le preparaba al estudio del instituto húngaro en Miškovec (1862-1865). En el pueblo que se llama Leštiny donde terminó la escuela popular se con el mérito del profesor Adolf Medzihradský estudiaba también en la lengua eslovaca. También las reglas del compertamiento en la escuela de Leštiny estaban escritos en la lengua eslovaca (están expuestos en el museo de Kežmarok). Y era generalmente el mérito del profesor Medzihradský que la familia dio Pavol a las escuelas, porque justamente él les advirtió al talento especial del muchacho. Encima Pavol era enfermo y en absoluto no convino por el trabajo de una granja. Un año asistió el la granja a su tío Ján, al fin la familia decidió que le mandó a otro, bastante rico y sin niños, a tío Pavol- maestro de sastrería a Miškovec, como allí también era más abajo un instituto. Entonces en el septiembre de 1862 se suscibió Pavol Országh a primera clase del instituto en Miškovec.
Allí logró conocimiento básico de idioma húngaro, él siempre decía que tenía que machetear para acomodarse entre los primeros estudiantes de la clase. Pavol no fue a casa ni durante de las vacaciones siempre quedaba en Miskolc donde estudiaba toda la biblioteca de su tío. Y por eso le gustaba la poesía y las obras de los poetas húngaros. Después de la muerte de su tío en el año 1865 se fue a su casa en Eslovaquia y fue a licio de evangélico en Kežmarok, donde finalizó su bachillerato en el año 1870. Después de los estudios de la escuela secundaria se trasladó a Prešov donde estudiaba en la Academia de Derecho (1870 – 1872). Los exámenes hizo en el año 1875 en Budapest.
En el año 1919 lo honraron con doctorado de filosofía en la Karlova universidad en la Praga.
Su estudio finalizó en el año 1872 y empezó a ejercer de abogado en localidades como Dolný Kubín, Martin o Senica. En el año 1875 en Budapest hizo los exámenes de abogacía y cierrón en Námestovo una práctica de abogacía. Todos sus años de la creatividad sobrevivió en Orava,  dónde también ejerció como miembro de corte o director de filial de Tatrabanka. El año 1876 salió a Dolný Kubín, donde llegó a ser el alcalde, y en mayo se casó con Ilona Nováková, hija del sénior local evangélico. Su casamiento era sin hijos, pero cuando el año 1887 murió su madre, el año 1888 su padre y un año después también su hermano Mikuláš, con su esposa se decidió adoptar los dos hijos de Mikuláš, Jaroslav y Sidónia. En mayo de 1918 dirigió delegación eslovaca en fiestas de quincuagésimo aniversario de nacimiento de Teatro Nacional en Praga. En su demostración aplicó dejo de posible cercana convivencia de los eslovacos y checos. Por eso a finales del mismo año con agrado acojó nacimiento de Checoslovaquia y con eso también creación de reales perspectivas para libre desarrollo de vida nacional eslovaca. Al poco tiempo, en año 1921 su condición de sanidad empezaba rápido exacerbar, y después de la curación en Praga y Luhačovice por último murió en Dolný Kubín, donde fue enterrado.

## La creación
Sus comienzos de la literatura no eran fáciles. Todavía durante su estudio empezó a escribir sus poemas en húngaro y en alemán, que tenían éxito en sus profesores y también con ellos obtenía muchos precios. Primeros intentos de publicar su obra limitaron a 60.años de siglo XIX, cuando los nacionalistas de Orava publicaron con su propio gasto su obra primigenia Básnické prviesenky, que publicó con seudónimo Jozef Zbranský. El año 1871 corregió junto con Koloman Banšell un almanaque Napred, pero este almanaque causó en una generación vieja (por ejemplo Jozef Miloslav Hurban, Andrej Sytniansky, etc.) una aversión tan fuerte, que a este joven poeta no era permitido publicar unas obras en única revista mensual de literatura en Eslovaquia Orol. Esta situación se cambió después de la salida de Andrej Sytniansky de una redacción de la revista Orol. Excepto a esta revista publicó sus obras también en una revista Slovenské pohľady.
Por el Seudónimo de una palabra- Hviezdoslav- en el año 1877 primera vez usó la nota poética después de Viliam Pauliny- Tóth que ya murió y la usó vehemente para afirmar sus obras hasta el fin de su vida. Esta decisión no estuvo casual. Por el nombre Hviezdoslav solamente realizó su sueño de su infancia cuando le fascinaba la mirada para el espacio infinito del cielo nocturno que estaba cubierto de un montón de las estrellas y las galaxias.
Sus creaciones conectó con las obras de los poetas eslovacos, sobre todo con la creación de Andrej Sládkovič. Seguidamente se ascendó en un tipo de creador afanándose lograr una medida alta de versatilidad de su obra en conjunto. Su creación evolucionaba de una manera lírica (Lírica refleja y lírica biológica) y épica, que realizó por el verso. En la esfera de la drama intentó combinar el verso con la frase prosaica. En su creación dramática tenían la influencia las obras de William Shakespeare o Friedrich Schiller. Sin embargo las obras no eran bien técnicamente. El grupo individual en su obra contiene la llamada la épica bíblica. Después del año 1900 en su creación dominan las obras más cortas – baladas, la épica histórica y los poemas con la temática amorosa. Para la lírica como un conjunto es característico que los discursos de la vida íntima y los discursos se la actitud civil se mezclan en ella y forman la unidad que es la fuente de su tamaño de poemas.
Hviezdoslav tenía un gran interés y relación crítico con la realidad nacional. Su relación con la realidad se realiza por el esfuerzo intencionado a unir los momentos personales y sociales a base de la confrontación dramática de la experiencia e ideal. La lírica es la llave a la interpretación de la idea de toda su obra y siempre está en cada etapa de su creación. El señal permanente de la lírica de Hviezdoslav es la extensión desde los motivos íntimos y familiares hasta los problemas nacionales y mundiales, cuando esta extensión ahondaba en las relaciones sociales dentro de la propia nación.
El componente importante de la creación de Hviezdoslav forma su actividad de la traducción donde en la extensión amplia aplicó su poética, pero su contenido y el sentido de la poesía de la traducción y la drama interpretó de la fidelidad en el alma del original. Traducía las obras de los poetas rusos (Alexander Sergejevič Puškin – Gitanos, Boris Godunov, El cautivo de Kaukaz y otros, Michail Jurievič Lermontov – El Demonio), los poetas alemanos (Johann Wolfgang Goethe – Faust y Friedrich Schiller – La canción sobre la campana), pero también traducía las obras de la lengua polaca (Adam Mickiewicz, Juliusz Slowacki). Traducía y las obras del teatro del inglés (Wiliam Shakespeare – Hamlet, Macbeth, El sueño de una noche de verano), del húngaro tradujo los versos de Sándor Petőfi y el juego de Imre Madách – La tragedia del hombre.

## La lengua y la poética de Hviezdoslav
La lengua de la obra de Pavol Országh Hviezdoslav espera para la participación llena al discurso filosófico. El sistema de las formaciones filosóficas de Hviezdoslav con el significado se puede marcar como el transrealismo – la lengua con que está escrito la obra de Hviezdoslav, permite „nombrar todas las cosas y todas las posiciones del alma humana -  desde las galaxias del Universo hasta la flor más pequeña de todo el mundo, desde la reflexión histórica filosófica hasta el discurso sencillo del pensamiento humano, desde el concepto más abstracto en la esfera del intelecto hasta el instrumento concreto del trabajo del labriego.“
Esta lengua posibilita comprender y decir la tragedia e idilio de la vida, expresar la humildad y revuelta, sentir y sobrevivir la desesperación y la esperanza.
„La palabra de este idioma“ va exactamente allí donde fue apuntado, (...) es la lengua que construye el orden interior y fuerte, artístico apoyado a la precisión con el significado de hablar y la línea estructuralmente equilibrada del verso.

## La obra

### Los ciclos de la lírica
- 1882 / 1886 – Sonety
- 1885 / 1896 – Letorosty I., Letorosty II. a Letorosty III.
- 1885 / 1896 – Žalmy a hymny
- 1898 – Prechádzky jarom
- 1898 – Prechádzky letom
- 1903 – Stesky
- 1914 – 1918 – Krvavé sonety

### Las colecciones de las poemas y otra poesía
- 1868 – Básnické prviesenky Jozefa Zbranského
- 1879 – Ilona Žltovlas
- 1880 – Krb a vatra (solamente manuscrito, la colección no existe)
- 1888 – Čierny tok
- 1888 – Mlyn v Tatrách
- 1889 – Na obchôdzke
- 1890 – V žatvu
- 1891 – Poludienok
- 1892 – Obed a večera
- 1909 /1911 – Stužková a Dozvuky

### Las obras de épica
- 1882 – Agar
- 1884 /1886 – Hájnikova žena
- 1888 – Bútora a Čútora
- 1890 – Ežo Vlkolinský
- 1884 /1886 – Gábor Vlkolinský
- 1892 – Ráchel
- 1897 – Vianoce
- 1900 – Kain esta colección no fue publicado
- 1900 – Sen Šalamúnov

### Las dramas
- 1868 – Vzhledanie
- 1869 – Pomsta
- 1871 – Otčim
- 1879 – Oblaky
- 1904 – Na Luciu
- 1909 – Herodes a Herodias

## Consecuencias
Existe un municipio que lleva el nombre de este hombre – Hviezdoslav, después muchas plazas, calles y la catarata de Hviezdoslav. En el arte su nombre lleva un examen competitivo de la interpretación artística de la poesía y de la prosa Hviezdoslavov Kubín y la edición de los libros Hviezdoslavova knižnica. El año 1996 se armó en marco del ciclo Osobnosti náboženského života, una película documental P.O.Hviezdoslav – Slovenský žalmista/STV Bratislava, guion PhDr. Miloš Kovačka, dirección Fedor Bartkol.

## La literatura sobre Hviezdoslav
- Stanislav Šmatlák (zostavovateľ) – Hviezdoslav zblízka
- Stanislav Šmatlák – Vulkán poézie
- Stanislav Šmatlák – Na návšteve u Hviezdoslava
- Ján Sloboda (zostavovateľ) – A pravda tvoje putá zvliekne
- Augustín Maťovčík – Herold svitajúcich časov Hviezdoslav
- Nora Baráthová – Študent
- Hviezdoslav v kritike a spomienkach
- Biografické štúdie 13 štúdie o P. O. Hviezdoslavovi